# Papilio diazi
Papilio diazi là một loài bướm thuộc họ Bướm phượng (Papilionidae). 
Loài Papilio diazi được mô tả năm 1975 bởi Racheli et Sborboni. Loài bướm Papilio diazi sinh sống ở .